# Church's Chicken
Church's Chicken (presente al di fuori degli USA con il nome Texas Chicken) è una catena statunitense di fast food, specializzati nel servire cibi a base di pollo.

## Storia
Fondata nel 1952 da George W. Church inizialmente vendeva solo pollo, ma già nel 1955 furono aggiunte patate fritte e jalapeño. L'anno seguente alla morte del fondatore la compagnia possedeva quattro ristoranti.
Nel 1989 l'azienda fu acquistata e fusa con la Popeyes Louisiana Kitchen dando vita ad un colosso multinazionale secondo solo a Kentucky Fried Chicken. Nel 2004 la Church's fu venduta alla società Arcapita, con sede nei paesi islamici. A causa dell'origine dei nuovi proprietari fu deciso di eliminare completamente dal menu tutti i prodotti a base di maiale (che non è Ḥalāl secondo la tradizione islamica).
Nel 2009 la Church's Chicken viene venduta alla Friedman Fleischer & Lowe. 

## Diffusione
La catena è la quarta per numero di ristoranti tra quelle specializzate nella vendita di pollo, dopo Kentucky Fried Chicken, Chick-fil-A e la ex-sorella Popeyes Louisiana Kitchen.
Church's Chicken possiede oltre 1.600 locali in 26 paesi. Al di fuori della madre patria è presente in Honduras, Venezuela, Porto Rico, Canada, Guyana, Messico, Indonesia, St. Kitts, Russia, Georgia (Tbilisi), Ucraina, Kazakistan, Iraq, Egitto, Arabia Saudita, Emirati Arabi Uniti, Singapore, Saint Lucia, Siria, Vietnam, Kuwait, Malaysia, Thailandia, Trinidad e Tobago, Curaçao e Giordania.